# Liste bedeutender österreichischer Filmschaffender
Die Liste bedeutender österreichischer Filmschaffender von Kino und Film in Österreich, abgesehen von Schauspielern und Regisseuren, für die wegen ihrer großen Anzahl eigene Listen (Liste österreichischer Filmschauspieler und Liste österreichischer Filmregisseure) existieren, soll einen Überblick über all jene Filmschaffenden aus Österreich bieten, die es in anderen Filmberufen zu größerer Bekanntheit und Bedeutung gebracht haben. Im Gegensatz zu den Schauspielern und Regisseuren werden die hier aufgelisteten Filmschaffenden nicht nach Zeitepochen sortiert, sondern aufgrund ihrer geringeren Anzahl nach Alphabet, mit Lebensdaten in Klammer.
Wenn ein Filmschaffender in mehreren Filmberufen bedeutend war, so kann er auch in mehreren Abschnitten genannt werden. Ansonsten werden Personen nur der Tätigkeit zugeordnet, in der sie hauptsächlich tätig und am bedeutendsten waren.

## Drehbuchautoren
Filmschaffende, deren Haupttätigkeit das Schreiben von Drehbüchern war. Personen, deren Haupttätigkeit beim Film Regie, Schauspiel, Kamera oder etwas anderes war, und das Schreiben von Drehbüchern nur eine ergänzende bzw. Nebentätigkeit war, werden hier im Regelfall nicht erwähnt. Ausnahmen sind „klassische Autorenfilmer“, wie etwa Michael Haneke, die in der Regel bei jedem ihrer Filme für Regie und Drehbuch verantwortlich zeichnen.
- Barbara Albert (* 1970)
- Wolfgang Bauer (1941–2005)
- Vicki Baum (1888–1960)
- Uli Brée (* 1964)
- Alf Brustellin (1940–1981)
- Axel Corti (1933–1993)
- Alfred Deutsch-German (1870–1943)
- Diego Donnhofer (* 1961)
- Milo Dor (1923–2005)
- Andrea Maria Dusl (* 1961)
- Egon Eis (1910–1994)
- Otto Eis (1903–1952)
- Paul Elbogen (1894–1987)
- Gustav Ernst (* 1944)
- Gerhard Ertl (* 1959)
- Josef Pelz von Felinau (1895–1978)
- Florian Flicker (1965–2014)
- Walter Forster (1900–1968)
- Paul Frank (1885–1976)
- George Froeschel (1891–1979)
- Michael Glawogger (1959–2014)
- Michael Haneke (* 1942)
- Sabine Hiebler (* 1963)
- Edgar Honetschläger (* 1967)
- Ida Jenbach (1868–1941?)
- Hans Kafka (1902–1974)
- Gina Kaus (1893–1985)
- Juliane Kay (1899–1968)
- Hans Gustl Kernmayr (1900–1977)
- Georg C. Klaren (1900–1962)
- Michael Köhlmeier (* 1949)
- Friedrich Kohner (1905–1986)
- Henry Lehrman (1886–1946)
- Jan Lustig (1902–1979)
- Fritz Mandl (1908–1985)
- Ernst Marischka (1893–1963)
- Franz Marischka (1918–2009)
- Carl Mayer (1894–1944)
- Leo Mittler (1893–1958)
- Kurt Nachmann (1915–1984)
- Rolf Olsen (1919–1998)
- Wilhelm Pellert (* 1950)
- Agnes Pluch (* 1968)
- Friedrich Porges (1890–1978)
- Walter Reisch (1903–1983)
- Stefan Ruzowitzky (* 1961)
- Felix Salten (1869–1945)
- Elisabeth Scharang (* 1969)
- Fred Schiller (1904–2003)
- Alfred Paul Schmidt (* 1941)
- Ulrich Seidl (* 1952)
- Gregor Stadlober (* 1970)
- Michael Sturminger (* 1963)
- Josef Than (1903–1985)
- Robert Thoeren (1903–1957)
- Friedrich Torberg (1908–1979)
- Peter Turrini (* 1944)
- Salka Viertel (1889–1978)

## Produzenten
Filmproduzenten sowie Filmproduktionsgesellschaften, die sie leiteten oder auch gründeten und für die sie produzierten:
- Elfi von Dassanowsky (1924–2007) – Belvedere-Film (Gründerin, 1946; 1999)
- Robert von Dassanowsky (1960–2023) – Belvedere-Film (Gründer, 1999)
- August Diglas (1902–1981) – Belvedere-Film, (Gründer, 1946)
- Milan Dor (* 1947) – Dor Film (Gründer)
- Jakob Fleck (1881–1953) – Wiener Kunstfilm-Industrie (Gründer)
- Willi Forst (1903–1980) – Willi Forst-Film (Gründer)
- Marcel Frynn (Friedmann) (1898–?)
- Isadore G. Goldsmith (1893–1964)
- Helmut Grasser (* 1961) – Allegro Film
- Emmerich Hanus (1879–1956) – Belvedere-Film, (Gründer, 1946)
- Veit Heiduschka (* 1938) – Wega Film (Gründer)
- Thomas Hroch, Mona Film / Tivoli Film (Gründer)
- Otto Klement (1891–1983)
- Paul Kohner (1902–1988) – Universal Pictures (Produzent)
- Anton Kolm (1865–1922) – Wiener Kunstfilm-Industrie (Gründer), Vita-Film (Gründer)
- Luise Kolm (1873–1950) – Wiener Kunstfilm-Industrie (Gründerin), Vita-Film (Gründerin)
- Sascha Kolowrat-Krakowsky – Sascha Filmindustrie (Gründer)
- Peter Kortner (1924–1981)
- Gabriele Kranzelbinder (* 1968), KGP Kranzelbinder Gabriele Production (Gründerin)
- Danny Krausz (* 1958) – Dor Film (Gründer)
- Erich Lackner (* 1948) – Lotus Film (Gründer)
- Marcus Loew (1870–1927; eig. US-Amerikaner, Sohn österreichischer Einwanderer) – Metro-Goldwyn-Mayer (Gründer)
- Eric Pleskow (1924–2019) – United Artists (Leiter), Orion Pictures (Gründer)
- Dieter Pochlatko (* 1943) – Epo-Film (Leiter)
- Erich Pochlatko (?) – Epo-Film (Gründer)
- Jakob Pochlatko (* 1984) – Epo-Film (Leiter)
- Gerald Podgornig, Mona Film / Tivoli Film (Gründer)
- Ingo Preminger (1911–2006) – Fox (Produzent)
- Arnold Pressburger (1885–1951) – Philip und Pressburger (Gründer), Sascha Filmindustrie (Produzent)
- Tommy Pridnig (* 1974) – Lotus Film (Leiter)
- Peter W. Riethof (1905–1994) – Riethoff-Film Berlin (Leiter), Astoria-Film Wien (Leiter), Peri Productions (Leiter), Gotham (Leiter)
- Johann Schwarzer (1880–1914) – Saturn-Film (Gründer)
- Eugen Sharin (1904–1969) – Ambassador Film New York (Leiter), Trans-Atlantik Production (Vizepräsident)
- Sam Spiegel (1901–1985) – Universal (Europa-Leiter), Horizon Pictures (Gründer), danach unabhängiger Produzent
- Karl Spiehs (1931–2022), Lisa Film
- Josef Than (1903–1985) – ABC Film Berlin (Gründer)
- Wilhelm Wilder (1904–1982) – unabhängiger Produzent
- Peter Wirthensohn – Lotus Film (Leiter)
- Michael Wolkenstein (* 1940) – Satel Film (Gründer)
- Wolfgang Ritzberger (* 1961) – RitzlFilm
- Oliver Auspitz (* 1975) – MR Film

## Szenenbildner
- Gustav Abel (1902–1963)
- Ferdinand Bellan (1897–1976)
- Artur Berger (1892–1981)
- Leopold Blonder (1893–1932)
- Nino Borghi (1918–1994)
- Julius von Borsody (1892–1960)
- Bernt Capra (* 1941)
- Gerhard Dohr (* 1964)
- Andreas Donhauser (* 1960)
- Arthur Grünberger (1882–1935)
- Robert Fabiankovich (1924–1992)
- Herta Hareiter (1923–2015)
- Theo Harisch (1920–2010)
- Herbert Hochreiter (1911–1979)
- Harry Horner (1910–1994)
- Katrin Huber (* 1965)
- Fritz Jüptner-Jonstorff (1908–1993)
- Nathan Juran (1907–2002)
- William Kellner (1900–1996)
- Hans Ledersteger (1898–1971)
- Leo Metzenbauer (1910–1993)
- Fritz Mögle (1916–1986)
- Otto Niedermoser (1903–1976)
- Heinz Ockermüller (1921–1994)
- Ina Peichl (* 1960)
- Otto Pischinger (1919–1976)
- Isabella Ploberger (1913–2002)
- Florian Reichmann (* 1957)
- Ernst Richter (1890–1961)
- Kurt Richter (1885–1960)
- Sepp Rothauer (1916–1975)
- Hans Rouc (1893–1963)
- Hannes Salat (* 1969)
- Alexander Sawczynski (1924–1985)
- Erwin Scharf (1901–1972)
- Werner Schlichting (1904–1996)
- Felix Smetana (1907–1968)
- Emil Stepanek (1895–1945)
- Eduard Stolba (* 1908)
- Franz Szivatz (1925–2003)
- O. F. Werndorff (1880–1938)
- Ferry Windberger (1915–2008)
- Wolf Witzemann (1924–1991)
- Katharina Wöppermann (* 1962)
- Hans Zehetner (1914–1973)

## Kameraleute
- Hans Androschin (1892–1976)
- Helmuth Ashley (1919–2021)
- Alf Brustellin (1940–1981)
- Christian Berger (* 1945)
- Eduard von Borsody (1898–1970)
- Hermann Dunzendorfer (* 1956)
- Hugo Eywo (1877–1953)
- Martin Gschlacht (* 1969)
- Xiaosu Han (* 1984)
- Eduard Hoesch (1890–1983)
- Karl Kases (* 1951)
- Thomas Kiennast (* 1976)
- Karl Kofler (* 1940)
- Leena Koppe (* 1974)
- Günther Krampf (1899–1950)
- Trude Lechle (1919–2014)
- Christine A. Maier (* 1969)
- Said Manafi  (1943)
- Elfi Mikesch (* 1940)
- Stephan Mussil (* 1952)
- Franz Planer (1894–1963)
- Herbert Raditschnig (1934–2006)
- Walter Riml (1905–1994)
- Ludwig Schaschek (1888–1948)
- Othmar Schmiderer (* 1954)
- Hans Schneeberger (1895–1970)
- Xaver Schwarzenberger (* 1946)
- Wolfgang Thaler (* 1958)
- Andreas Thalhammer (* 1984)
- Hans Theyer (1884–1955)
- Hans Heinz Theyer (1910–1961)
- Hans Selikovsky (1952)
- Nikolas Vogel (1967–1991)
- Willy Winterstein (1895–1965)
- Wolfram Zöttl (* 1969)

## Trickfilmzeichner
- Hans Albala (1919–1976)
- Martin Bauer (* 1919)
- Franz Bresnikar (1908–1996)
- James Clay (* 1958)
- Peter Eng (1892–1939)
- Richard Fehsl (* 1937)
- Max Fleischer (1883–1972)
- Wilhelm Jaruska (1916–2008)
- Karl Julino (1904–1989)
- Walter Maier (* 1927)
- Karl Thomas (1903–?)
- Kurt Traum (1923–?)
- Ladislaus Tuszyński (1876–1943)
- Ferry Unger (* 1938)
- Johann Weichberger (1910–1992)
- Bruno Wozak (1903–1944)

## Filmkomponisten
- Hannes Bertolini (* 1968)
- Bert Breit (1927–2004)
- Nico Dostal (1895–1981)
- Hanns Eisler (1898–1962)
- Richard Fall (1882–1945)
- Johannes Fehring (1926–2004)
- Rudolf Friml (1879–1972)
- Bruno Granichstaedten (1879–1944)
- Artur Guttmann (1891–1945)
- Erwin Halletz (1923–2008)
- Paul Haslinger (* 1962)
- Peter Igelhoff (1904–1978)
- Walter Jurmann (1903–1971)
- Anton Karas (1906–1985)
- Robert Katscher (1894–1942)
- Harald Kloser (* 1956)
- Rudolph G. Kopp (1887–1972)
- Erich Wolfgang Korngold (1897–1957)
- George Wolfgang Korngold (1928–1987)
- Fritz Kreisler (1875–1962)
- Peter Kreuder (1905–1981)
- Hans Lang (1908–1992)
- Frederick Loewe (1901–1988)
- Willy Mattes (1916–2002)
- Hans May (1886–1958)
- Anton Profes (1896–1976)
- Hans Rahner (1905–2008)
- Bert Reisfeld (1906–1991)
- Hugo Riesenfeld (1879–1939)
- Sigmund Romberg (1887–1951)
- Fritz Rotter (1900–1984)
- Bert Rudolf (1905–1992)
- Hans J. Salter (1896–1994)
- Klaus-Peter Sattler (* 1941)
- Hannes M. Schalle (* 1963)
- Otto M. Schwarz (* 1967)
- Fritz Spielmann (1906–1997)
- Max Steiner (1888–1971)
- Robert Stolz (1880–1975)
- Oscar Strauss (1870–1954)
- Toni Stricker (1930–2022)
- Ernst Toch (1887–1964)
- Peter Wolf (* 1952)
- Erich Zeisl (1905–1959)

## Kostümbildner
- Fred Adlmüller (1909–1989)
- Veronika Albert (* 1978)
- Leo Bei (1918–2005)
- Monika Buttinger (* 1971)
- Caterina Czepek (* 1961)
- Ernst Deutsch-Dryden (1887–1938)
- Gerdago (1906–2004)
- Rudi Gernreich (1922–1985)
- Lambert Hofer junior (1944–2013)
- Lambert Hofer senior (1879–1938)
- Ali Hubert (1878–1940)
- Birgit Hutter (* 1941)
- Erni Kniepert (1911–1990)
- Alfred Kunz (1894–1961)
- Martina List (* 1958)
- Erika Navas (* 1959)
- Thomas Oláh (* 1966)
- Herbert Ploberger (1902–1977)
- Paul Seltenhammer (1903–1987)
- Elisabeth Urbancic (1925–2021)

## Filmeditoren
- Karin Hartusch
- Michael Hudecek (* 1961)
- Alarich Lenz (* 1967)
- Claudia Linzer (* 1979)
- Niki Mossböck (* 1969)
- Evi Romen (* 1967)
- Karina Ressler (* 1957)
- Joana Scrinzi (* 1981)
- Monika Willi (* 1968)
- Peter Zinner (1919–2007)

## AgentenundAgenturleiter
- Rudolf Monter (1903–1953) – Monter-Gray Agency (Gründer)
- Werner Pochlatko (1939–1993) – Paul Kohner Agency

## Tongestaltungund Mischung
- Veronika Hlawatsch
- Thomas Pötz
- Dietmar Zuson

## Maskenbild
- Monika Fischer-Vorauer

## Sonstige Filmschaffende
- Fred Astaire (1899–1987; US-Amerikaner, Sohn österreichischer Einwanderer) – Tänzer
- Carl Dreher, Soundtechniker (1896–1976)
- Tilly Losch, Tänzerin und Choreographin (1903–1975)
- Alfred Morawetz, Kinobetreiber (1909–1988)
- Ferdinand Morawetz, Filmverleiher (* 1949)
- Albertina Rasch, Choreographin (1895–1970)
- Lee Strasberg, Schauspiellehrer (1901–1982)
- Margarete Wallmann, Choreographin und Regisseurin (1904–1992)
- Wilhelm von Wymetal, Choreograph und Regisseur (1890–1970)
- Dieter Michael Grohmann (* 1963), Filmemacher und Medienkünstler.